# Nikolskaja-Straße 23

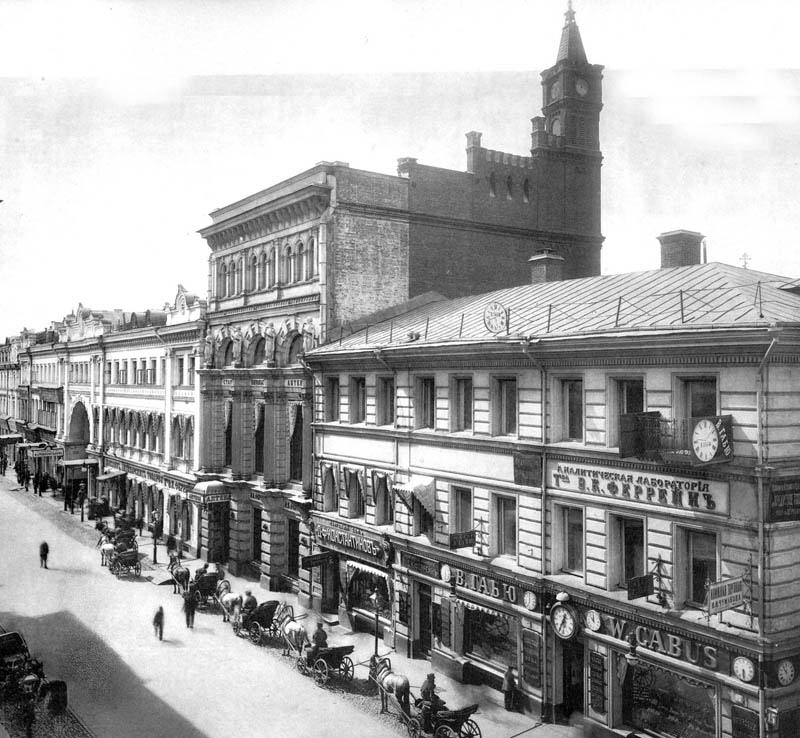
Aufnahme von 1911

Das Haus in der Nikolskaja-Straße 23 (russisch Никольская улица, дом 23) ist ein in Moskau gelegenes Gebäude mit Wurzeln, welche ins 17. Jahrhundert zurückgehen. Von 1934 bis 1955 war es Sitz des Militärkollegiums des Obersten Gerichts der UdSSR. Von 1935 bis 1990 trug die Nikolskaja-Straße den Namen Straße des 25. Oktober (russisch: улица 25 Октября).

## Baugeschichte und Nutzung
Das Gebäude wurde im 17. Jahrhundert errichtet und ein Dokument aus jener Zeit vermerkt als Eigentümer Iwan Andrejewitsch Chowanski, welcher im Jahr 1659 die Bojarenwürde erhalten hatte. Für 1790 wiederum ist bekannt, dass das Haus Nikolai Petrowitsch Scheremetew gehörte und dabei neu dreistöckig erstellt wurde, es gehörte aber 1808 schon dem Handwerkerrat der Stadt. Für das Jahr 1835 ist der Schriftsteller Nikolai Stankewitsch als Bewohner bekannt, in dessen literarischem Zirkel auch der Anarchist Michail Bakunin verkehrte.

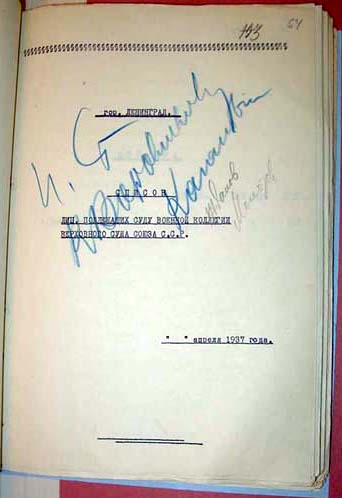
Erschießungsliste zuhanden des Militärkollegiums für 145 Personen in Leningrad während der stalinistischen Säuberungen von 1937 mit den Unterschriften Stalins, Woroschilows, Kaganowitschs, Schdanows und Molotows

1935 wurde die Liegenschaft der Sitz des Militärkollegiums des Obersten Gerichts der UdSSR unter dem Vorsitz Wassili Wassiljewitsch Ulrichs. Von 1936 bis 1938 – also innerhalb von nur gut zwei Jahren, in der Zeit des Großen Terrors, wurden im Haus über 31.000 Menschen erschossen, viele ohne Anwalt oder gar Zeugen, geschweige denn Rechtsmitteln. Das Haus trug deshalb den Namen des „Erschießungshauses“ (Расстрельный дом). Es starben darin Volkskommissare, mehr als hundert bekannte Professoren und über dreihundert Direktoren großer Unternehmen (Kombinate bzw. Fabriken).
Der Versuch ab 2008, das geschichtsträchtige Haus, in welchem in den Kellern noch in den 1990er-Jahren die Spuren der Erschießungen zu sehen waren, einer öffentlichen Nutzung zuzuführen, scheiterte an diversen Besitzerwechseln sowie unbekannten Besitzern. Das Haus war im Entwurf einer Anordnung von Präsident Putin vom 1. Dezember 2012 in der Arbeitsgruppe zur Erinnerung an die Opfer politischer Repressionen als Objekt für eine Gedenkstätte enthalten. Obschon mit der Administration des Präsidenten vereinbart und unterstützt vom Menschenrechtsrat beim russischen Präsidenten und einer Kommission der Stadt Moskau, wurde dieses Ziel nicht erreicht. 2019 sollte darin ein Verkaufsgeschäft eröffnet werden.